# Eskonsaari (ö i Mellersta Finland)
Eskonsaari är en ö i Finland. Den ligger i sjön Koirajärvi och i kommunerna Kivijärvi och Kinnula och landskapet Mellersta Finland, i den centrala delen av landet, 300 km norr om huvudstaden Helsingfors. Öns area är 0,9 hektar och dess största längd är 150 meter i nord-sydlig riktning.